# Weert
Weert (anhörenⓘ) ist eine Gemeinde in den Niederlanden, Provinz Limburg, mit 51.378 Einwohnern (Stand 1. Januar 2025). Die Gemeinde umfasst die Stadt gleichen Namens und einige kleine Dörfer an der Grenze zu Belgien. Seit 1998 zählt auch Stramproy zu Weert. Weert ist etwa 25 Kilometer von der deutschen Grenze entfernt.

## Lage und Wirtschaft
Weert liegt am Kanal Zuid-Willemsvaart, der den Ort mit der Maas bei Maastricht und ´s Hertogenbosch verbindet. Die Stadt liegt an den Auto- und Eisenbahnen zwischen Eindhoven und Roermond, in der Mitte der Provinz. Die Gemeinde grenzt an die Provinz Noord-Brabant und an Belgien. Es gibt in Weert vielfältige Industrie, zum Beispiel Chemie- und Bauunternehmen und viele kleinere Betriebe. Eine Philips-Lampenfabrik mit 250 Mitarbeitern schloss 2006.

## Geschichte
Weert entstand spätestens im 11. Jahrhundert an einer Kreuzung von Handelswegen. Es erhielt 1414 das Stadtrecht. Die Grafen von Horn, aus deren Geschlecht Philippe de Montmorency, Graf von Hoorn stammt, hatten hier längere Zeit ein Schloss (1703 von den Franzosen zerstört).
Aufgrund des Vertrags von Venlo wurde die Herrschaft im Herzogtum Geldern, zu dem Weert gehörte, den Habsburgern übergeben. Damit wurde Weert Teil der Spanischen Niederlande. Seit dem Frieden von Utrecht 1713 gehörte Weert zu Österreichisch Geldern.
Als nach 1850 neue Verkehrswege entstanden, blühte die Stadt wieder auf. Der Ferienpark Weerterbergen wurde 1984 eröffnet.

## Politik

### Sitzverteilung im Gemeinderat
Der Gemeinderat wird seit 1982 folgendermaßen gebildet:
| Partei               | Sitze a | Sitze a | Sitze a | Sitze a | Sitze a | Sitze a | Sitze a | Sitze a | Sitze a | Sitze a | Sitze a |
| Partei               | 1982    | 1986    | 1990    | 1994    | 1997 b  | 2002    | 2006    | 2010    | 2014    | 2018    | 2022    |
| -------------------- | ------- | ------- | ------- | ------- | ------- | ------- | ------- | ------- | ------- | ------- | ------- |
| Weert Lokaal c       | –       | –       | –       | –       | –       | –       | 6       | 5       | 8       | 12      | 12      |
| DUS Weert            | –       | –       | –       | –       | –       | –       | –       | –       | –       | 3       | 6       |
| VVD                  | 4       | 3       | 3       | 4       | 4       | 5       | 5       | 9       | 5       | 4       | 5       |
| CDA                  | 8       | 7       | 9       | 7       | 8       | 8       | 7       | 6       | 6       | 6       | 4       |
| D66                  | –       | –       | –       | –       | 0       | 1       | 1       | 2       | 3       | 1       | 2       |
| GroenLinks           | –       | –       | –       | –       | 1       | –       | –       | 0       | 0       | –       | 1       |
| PvdA                 | 2       | 6       | 5       | 6       | 6       | 5       | 7       | 4       | 3       | 1       | 1       |
| SP                   | –       | –       | 0       | 0       | –       | 1       | 3       | 3       | 4       | 2       | –       |
| Werknemerspartij c   | 6       | 5       | 5       | 3       | 5       | 4       | –       | –       | –       | –       | –       |
| Pact ’97 c d         | –       | –       | –       | –       | 5       | 4       | –       | –       | –       | –       | –       |
| Weerter Actie Partij | –       | –       | –       | –       | –       | 1       | –       | –       | –       | –       | –       |
| Groep Wiel Derckx d  | 2       | 2       | 3       | 3       | –       | –       | –       | –       | –       | –       | –       |
| Weert U Waardig d    | 2       | 2       | 2       | 3       | –       | –       | –       | –       | –       | –       | –       |
| Centrum Democraten   | –       | –       | –       | 1       | –       | –       | –       | –       | –       | –       | –       |
| Oda Belangen         | 1       | 0       | –       | –       | –       | –       | –       | –       | –       | –       | –       |
| Gesamt               | 25      | 25      | 27      | 27      | 29      | 29      | 29      | 29      | 29      | 29      | 31      |

Anmerkungen

### Kollegium von Bürgermeister und Beigeordneten
Die Parteien CDA, D66, SP, VVD und Weert Lokaal haben sich für die Legislaturperiode 2018–2022 zu einer Koalition zusammengeschlossen. Die Koalitionsparteien stellen dem Kollegium die Beigeordneten bereit, wobei Weert Lokaal mit zwei Beigeordneten im Kollegium vertreten ist und die CDA, SP sowie VVD jeweils einen Beigeordneten beisteuern, während die D66 hingegen ohne Beteiligung am Kollegium ist. Folgende Personen gehören zum Kollegium und sind in folgenden Bereichen zuständig:
| Funktion         | Name                   | Partei       | Ressort | Anmerkung                                  |
| ---------------- | ---------------------- | ------------ | --- | ------------------------------------------ |
| Bürgermeister    | Raymond Vlecken        | CDA          | öffentliche Ordnung und Sicherheit, Integrität, Personal, verwaltungstechnische Sachen, Kollegium und Rat, Informationstechnik | seit dem 25. Mai 2021 im Amt               |
| Beigeordnete     | Geert Gabriëls         | Weert Lokaal | Bildung, Kultur, Nachhaltigkeit, Biodiversität, ländliches Umland                                                              | erster Stellvertreter des Bürgermeisters   |
| Beigeordnete     | Martijn van den Heuvel | Weert Lokaal | Wirtschaft, Partizipation, Arbeitsmarkt, öffentlicher Raum, De Risse (allgemeine Verwaltung)                                   | zweiter Stellvertreter des Bürgermeisters  |
| Beigeordnete     | Wendy van Eijk         | VVD          | Finanzen, Raumplanung, Wohnungswesen, Genehmigungen sowie Überwachung und Vollstreckung, Verkehr und Transport                 | dritte Stellvertreterin des Bürgermeisters |
| Beigeordnete     | Tessa Geelen           | CDA          | Sport, Lebensqualität, Kommunikation, Bürgerpartizipation, Tourismus, strategische Sicht, Umweltgesetz                         | vierte Stellvertreterin des Bürgermeisters |
| Beigeordnete     | Paul Sterk             | SP           | Pflege, Wohl, Sozialhilfegesetz, Jugendhilfe, Organisationsentwicklung, De Risse (Geschäftsführung)                            | fünfter Stellvertreter des Bürgermeisters  |
| Gemeindesekretär | Bertus Brinkman        | –            | – | seit dem 7. September 2017 im Amt          |

## Sehenswürdigkeiten
In Weert stehen die St.-Martinuskirche aus dem 15. Jahrhundert, eine Schlossruine und einige alte Häuser und (ehemalige) Klostergebäude.
Die Umgebung ist reich an alten Wassermühlen.
Das Erholungsgebiet „De IJzeren Man“ (Der Eiserne Mann) umfasst unter anderem ein Schwimmbad, einen Wald mit einem kleinen See und einen Campingplatz.
Ende September wird eine große Kirmes gehalten.

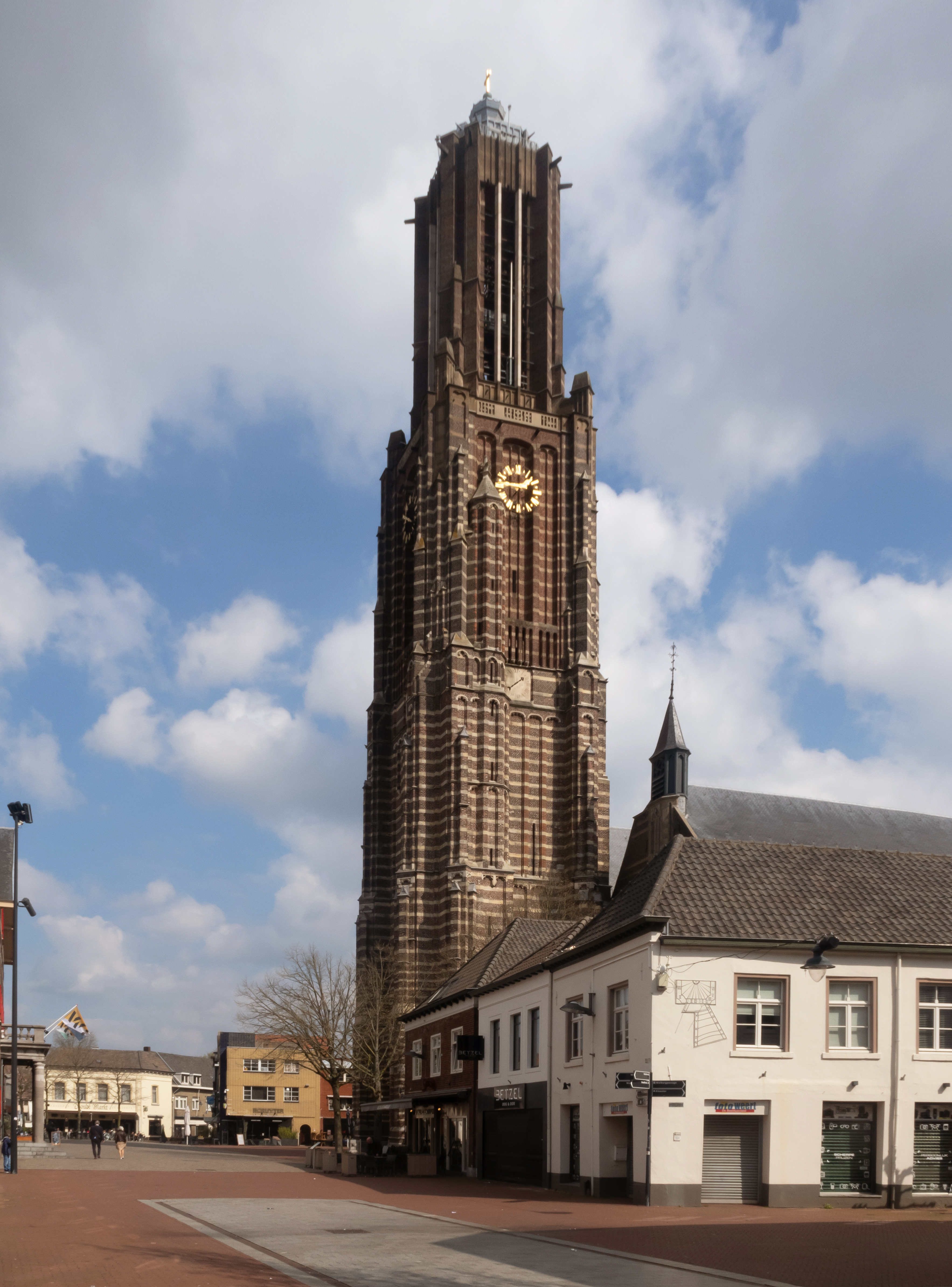
Sankt Martinuskirche in Weert
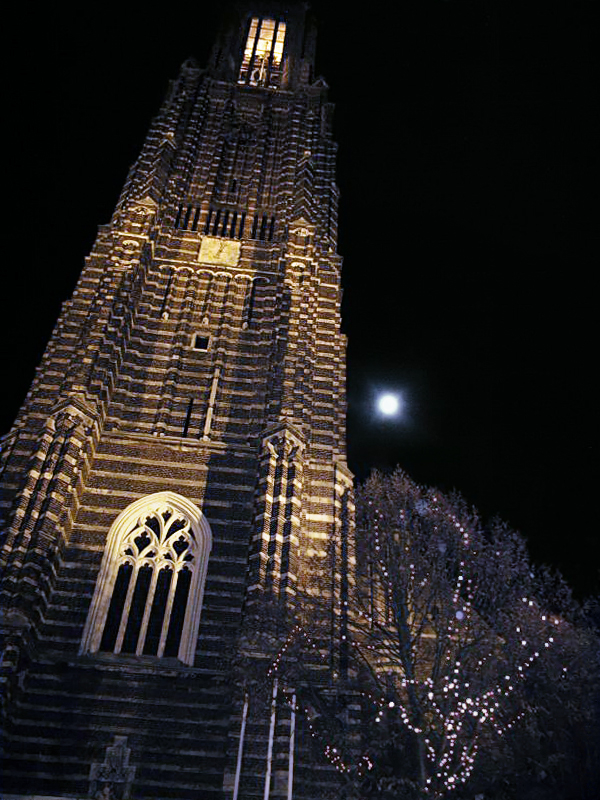
Sankt Martinuskirche in Weert bei Nacht
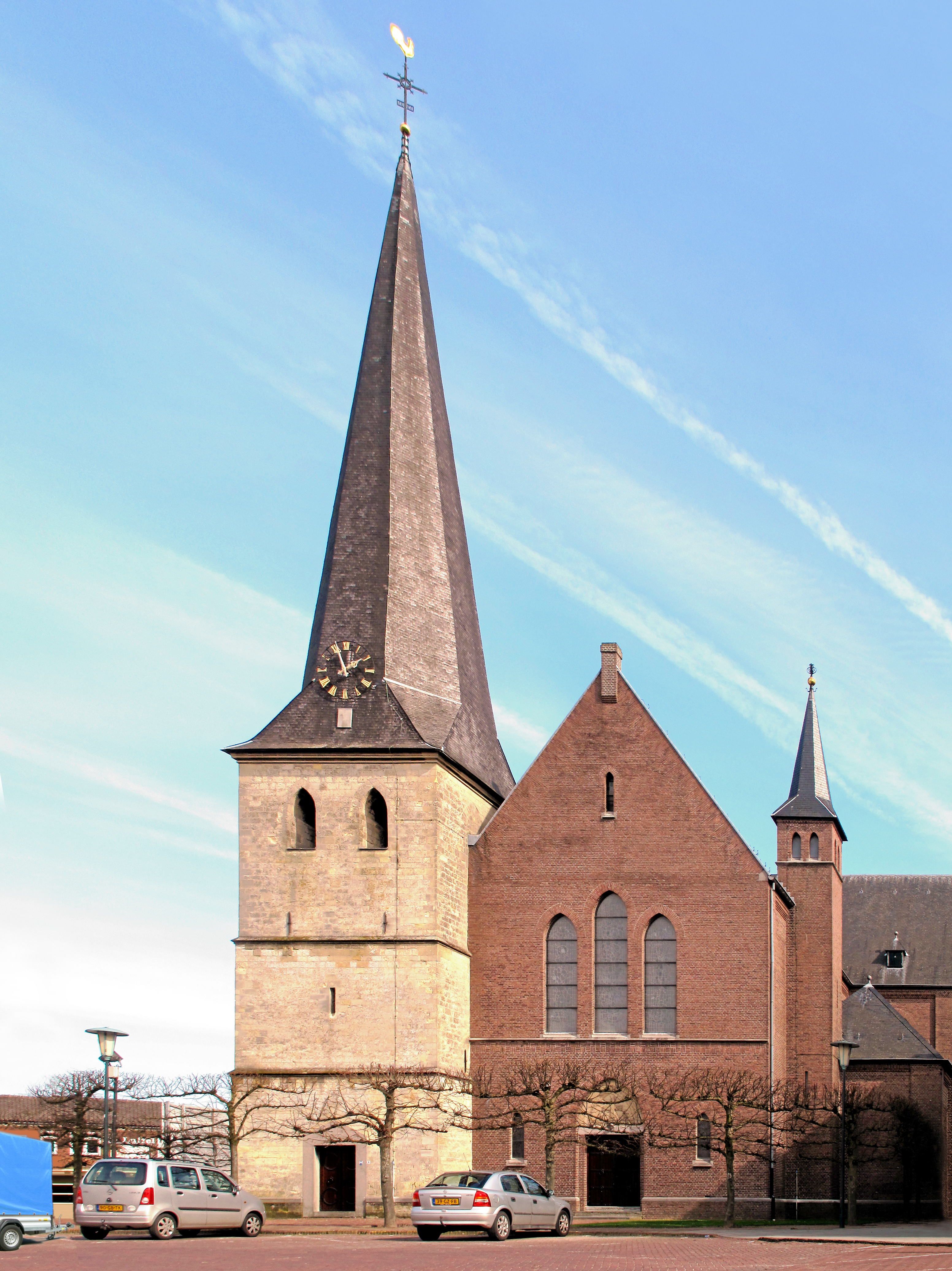
Kirche in Stramproy
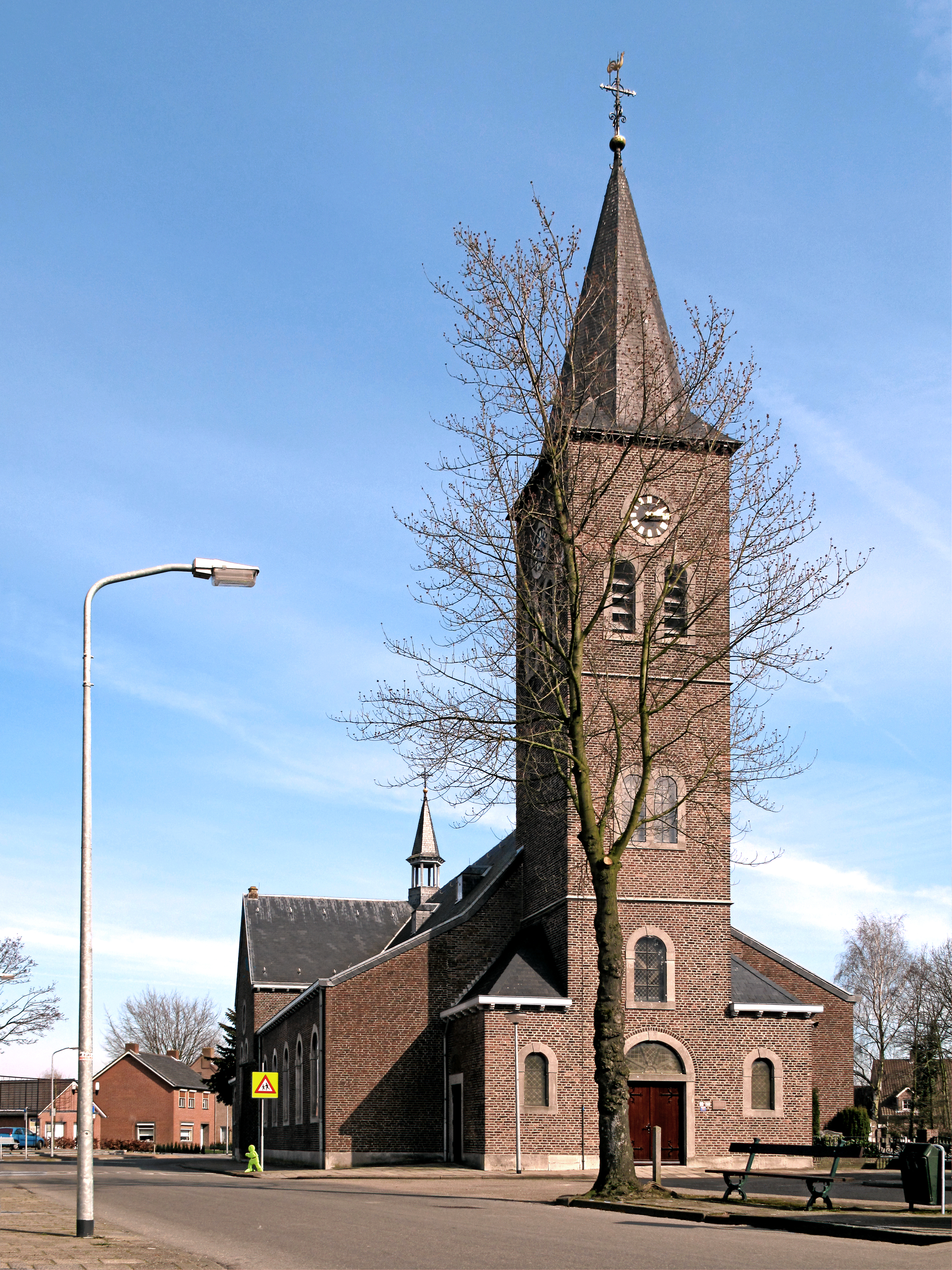
Kirche in Tungelroy

## Persönlichkeiten
- Johann von Hoorn (1458–1505), Bischof von Lüttich
- Peter Wertheim (um 1505–1547), Theologe
- Jan van der Croon (um 1600–1665), kaiserlicher Feldmarschallleutnant
- Fons Steuten (1938–1991), Radrennfahrer
- Jan Dibbets (* 1941), niederländischer Konzeptkünstler
- Bas Kortmann (* 1950), Jurist und Hochschulrektor
- Ton van Loon (* 1956), niederländischer Generalleutnant a. D.
- Gonnelien Rothenberger-Gordijn (* 1968), Dressurreiterin
- Dominik Lorenzen (* 1977), deutscher Politiker (Grüne/Bündnis 90)
- Jeroen Lenaers (* 1984), Politiker
- Caroline Thomas (* 1990), deutsche Handballspielerin
- Jeroen Truyen (* 1991), Jazz- und Fusionmusiker
- Kaj Geenen (* 2003), Handballspieler
- Matheu Hinzen (* 2006), Schauspieler, Sänger und Moderator